# 싱어프로젝트
《싱어프로젝트》는 2019년부터 아프리카TV에서 방송되고 있는 BJ 블라인드 노래 오디션이다.

## 주요 참가자
- 굵은 글씨는 시즌 통합 우승자

| 순위       | 우승       | 준우승   |
| ---------- | ---------- | -------- |
| 시즌1 7월  | 민         |          |
| 시즌1 8월  | 나모       |          |
| 시즌1 9월  | 가야송     |          |
| 시즌1 10월 | 더 브릭    | 한쏘루   |
| 시즌1 11월 | 아밍(태림) | 한쏘루   |
| 시즌2 2월  | 숨마       | 쏘스윗♡  |
| 시즌2 3월  | 권예린     | 양경민   |
| 시즌2 4월  | 방정훈     | 안쏘대장 |
| 시즌2 5월  | 김규랑     | 시보     |
| 시즌3 9월  | 정예준     | 김민업   |
| 시즌3 10월 | 임나현     |          |
| 시즌3 11월 | 오지       |          |
| 시즌4 2월  | 아이리스   |          |
| 시즌4 3월  | 정길       |          |
| 시즌4 4월  | v찬미v     |          |
| 시즌4 5월  | 강예슬     |          |
| 시즌5      | 이사호     | 배그나   |